# Juge de paix en Nouvelle-Zélande
En Nouvelle-Zélande, le juge de paix (en anglais : Justice of the Peace abrégé « JP ») est une personnalité de la communauté autorisée à attester des déclarations et documents légaux et à procéder à des cérémonies civiles. Il peut aussi agir comme juge dans les prisons pour enregistrer les griefs des prisonniers et juger de la validité de ces griefs.
Les juges de paix néo-zélandais interviennent au niveau des tribunaux de district. Ils ont des pouvoirs limités concernant les mandats de recherche, les détentions provisoires, les libérations sous caution et l'ajournement des audiences.
Ils sont nommés par les membres du parlement de la localité et par le gouverneur général. La nomination est valable à vie. Un juge de paix doit prêter le serment d’allégeance et le serment judiciaire. 